# County Durham
County Durham er et af Englands tre ceremonielle palatinatsgrevskaber. (De to andre palatinatsgrevskaber ligger også i det nordlige England. Det er Cheshire og Hertugdømmet Lancaster).
County Durham ligger i regionen Nordøstengland.
Nutidens administrative grevskab består af City of Durham og seks mindre kommuner.
Det ceremonielle grevskab består af det administrative grevskab samt tre selvstyrende kommuner (Hartlepool, Darlington og Stockton-on-Tees (delvist i North Yorkshire)).

## Byer
| #  | Navn                           | Council område        | Indbyggertal | Indbyggertal | Indbyggertal |
| #  | Navn                           | Council område        | 2001         | 2011         | 2021         |
| -- | ------------------------------ | --------------------- | ------------ | ------------ | ------------ |
| 1  | Darlington                     | Darlington            | 86,460       | 92,363       | 93,015       |
| 2  | Hartlepool                     | Hartlepool            | 86,030       | 88,855       | 87,995       |
| 3  | Stockton-on-Tees               | Stockton (North Tees) | 80,060       | 82,729       | 84,815       |
| 4  | Durham                         | Co. Durham            | 43,220       | 47,785       | 50,510       |
| 5  | Billingham                     | Stockton (North Tees) | 34,760       | 35,392       | 33,920       |
| 6  | Consett                        | Co. Durham            | 21,060       | 24,828       | 29,885       |
| 7  | Newton Aycliffe                | Co. Durham            | 25,660       | 25,964       | 25,765       |
| 8  | Chester-le-Street              | Co. Durham            | 23,946       | 24,277       | 23,560       |
| 9  | Bishop Auckland                | Co. Durham            | 23,830       | 24,908       | 23,355       |
| 10 | Seaham                         | Co. Durham            | 21,160       | 22,373       | 21,665       |
| 11 | Spennymoor                     | Co. Durham            | 17,270       | 17,766       | 20,410       |
| 12 | Peterlee & Horden              | Co. Durham            | 29,936       | 27,871       | 19,750 6,805 |
| 13 | Stanley                        | Co. Durham            | 19,455       | 20,995       | 19,415       |
| 14 | Egglescliffe/ Eaglescliffe     | Stockton (North Tees) | 7,908†       | 8,559†       | 10,250       |
| 15 | Crook                          | Co. Durham            | 8,540        | 10,019       | 9,715        |
| 16 | Shildon                        | Co. Durham            | 10,080       | 9,976        | 9,645        |
| 17 | Brandon                        | Co. Durham            | 9,082        | 9,566        | 9,505        |
| 18 | Ferryhill                      | Co. Durham            | 10,554       | 9,805        | 8,860        |
| 19 | Annfield Plain                 | Co. Durham            | 9,824        | 7,774        | 7,785        |
| 20 | Murton                         | Co. Durham            | 6,820        | 7,413        | 7,240        |
| 21 | Easington & Easington Colliery | Co. Durham            | 7,123        | 7,193        | 6,965        |
| 22 | Barnard Castle                 | Co. Durham            | 6,720        | 7,040        | 5,785        |
| 23 | Willington                     | Co. Durham            | 6,105        | 6,633        | 5,685        |
| 24 | Pelton & Ouston                | Co. Durham            | 5,249 5,490  | 5,278 5,303  | 7,305        |
| 25 | Sacriston                      | Co. Durham            | 4,394        | 4,611        | 5,190        |
| 26 | Wingate                        | Co. Durham            | 4,660        | 5,134        | 5,035        |
| 27 | Castleside                     | Co. Durham            | 4,480        | 4,881        | N/a          |
| 28 | Blackhall Colliery             | Co. Durham            | 5,223        | 4,785        | N/a          |
| 30 | Langley Park                   | Co. Durham            | 4,529        | 4,545        | N/a          |

## Seværdigheder
- Apollo Pavilion, Peterlee, concrete art designed by Victor Pasmore in 1969.
- The Barnard Castle, a castle the adjoining town having a Butter Market folley
- Beamish Museum, Stanley, open air living museum
- Binchester Roman Fort
- Bowes Museum, Barnard Castle
- The Castle Eden, a castle with adjoining village which is famous for the Castle Eden Brewery.
- Castle Eden Dene Nature reserve, coal mining heritage.
- Causey Arch, near Stanley
- Crook Hall and Gardens
- Fox & Parrot Wood
- Hamsterley Forest
- Hardwick Hall Country Park, Sedgefield
- High Force and Low Force waterfalls, on the River Tees
- Lambton Castle
- North of England Lead Mining Museum, including Killhope Wheel, Cowshill
- Locomotion railway museum, in Shildon
- Longovicium ruin auxiliary Roman Fort, Lanchester
- Raby Castle, Staindrop
- Seaham Hall
- Sedgefield Racecourse, the town has a notable Cosin woodwork in St Edmund's Church.
- Whitworth Hall, Spennymoor
- Tanfield Railway
- Ushaw College, Catholic Seminary of great religious heritage.
- Weardale Railway, at Stanhope, County Durham, Wolsingham and Bishop Auckland

|
- Bishop Auckland
  - Kynren, theme park and night show depicting British History 
  - The Auckland Castle
  - Gothic Revival style Bishop Auckland Town Hall
- Escomb Church, near Bishop Auckland
- Durham City
  - Durham Castle and Cathedral, a World Heritage Site  
  - Durham Light Infantry Museum, Aykley Heads 
  - Durham University Oriental Museum, Asian artefacts and information.
  - Finchale Priory
- Darlington Borough
  - Head of Steam
  - South Park, Darlington
  - Rockcliffe Hall, Hurworth
  - Darlington Market Hall
- Hartlepool Borough
  - Ward Jackson Park 
  - National Museum of the Royal Navy, Hartlepool
  - Heugh Battery Museum
  - Hartlepool Art Gallery
- Stockton-on-Tees Borough
  - Preston Hall og Preston Park, museum 
  - Ropner Park
  - Stockton Globe Theatre
  - Stockton ARC Theatre
  - Tees Barrage International White Water Course